# القوات البرية الجزائرية
القوات البرية الجزائرية ، هو الفرع البري الجيش الوطني الشعبي الجزائري تم تأسيسه رسميا سنة 1954م، ويقدر عدد أفراده بنحو 137.000 وأحتياط يقدر ب 220.000 فرد ويعد بذلك أكبر فروع القوات المسلحة الجزائرية، تحت قيادة الجنرال السعيد شنقريحة، وتعتمد القوات البرية الجزائرية على تسليح محلي، روسي، صيني، أكراني والعديد من دول العالم.
يعتبر سلاح البرية من الأسلحة الأساسية في الجيش الجزائري، بوجه عام تضم القوات البرية وحدات مقاتلة برية تابعة للجيش الجزائري ومنها (سلاح المشاة، سلاح المدرعات، سلاح المدفعية، سلاح الهندسة الحربي، من بين تلك القوات المتعددة يوجد أيضاً القوات الخاصة ذات المهام المتعددة، والتي يرتكز عليها الجيش الجزائري بصفة أساسية أساسية، وتعتبر من أقوى القوات البرية عربياً وافريقياً.

## النواحي العسكرية

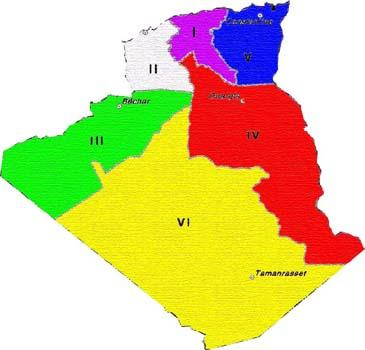
النواحي العسكرية الجزائرية الستة

مرسوم رقم 84 ـ 358 مؤرخ في 5 ربيع الأول عام 1405 الموافق 28 نوفمبر سنة 1984م يتضمن :
- إعادة التنظيم الإقليمي للنواحي العسكرية:
- المادة 1: يقسم التراب الوطني إلى ست نواح عسكرية، تتفرع كل واحدة منها إلى قطاعات.
- المادة 2: تضم الناحية العسكرية الأولى, التي يوجد مقر قيادتها بالبليدة، قطاعات البليدة، الجزائر، المدية، تيزى وزو، الشلف، الجلفة، البويرة، المسيلة[ ؟ ]، عين الدفلى، بومرداس، تيبازة، التي تكون حدودها المتتالية هي نفس حدود الولايات التي تحمل نفس الاسم.
- المادة 3: تضم الناحية العسكرية الثانية التي يوجد مقر قيادتها بوهران، قطاعات وهران، معسكر، سعيدة، تلمسان، مستغانم، سيدى بلعباس، تيارت، عين تموشنت، البيض[ ؟ ]، النعامة، غليزان، تيسمسيلت، التي تكون حدودها المتتالية هي نفس حدود الولايات التي تحمل نفس الاسم.
- المادة 4: تضم الناحية العسكرية الثالثة التي يوجد مقر قيادتها ببشار[ ؟ ]، قطاعي بشار[ ؟ ] وتندوف وحدود كل منهما هي نفس حدود الولايتين اللتين تحملان نفس الاسم.
- المادة 5: تضم الناحية العسكرية الرابعة، التي يوجد مقر قيادتها بورقلة، قطاعات ورقلة، بسكرة، الأغواط، الوادى[ ؟ ]، غرداية، ايليزى، جانت، التي تكون حدودها المتتالية هي نفس حدود الولايات التي تحمل نفس الاسم وبلديتي جانت وبرج الحواس.
- المادة 6: تضم الناحية العسكرية الخامسة، التي يوجد مقر قيادتها بقسنطينة، قطاعات قسنطينة، سوق أهراس، عنابة، جيجل، سكيكدة، باتنة، قالمة، سطيف، تبسة، بجاية، أم البواقى، برج بوعريريج، الطارف، خنشلة، ميلة، التي تكون حدودها المتتالية هي نفس حدود الولايات التي تحمل نفس الاسم.
- المادة 7: تضم الناحية العسكرية السادسة التي يوجد مقر قيادتها بتامنراست، قطاعات تامنراست، أدرار، عين صالح، التي تكون حدودها المتتالية هي نفس حدود الولايتين من نفس الاسم وبلديات عين صالح وعين غار وفقارات الزاوية.

## القدرات العسكرية

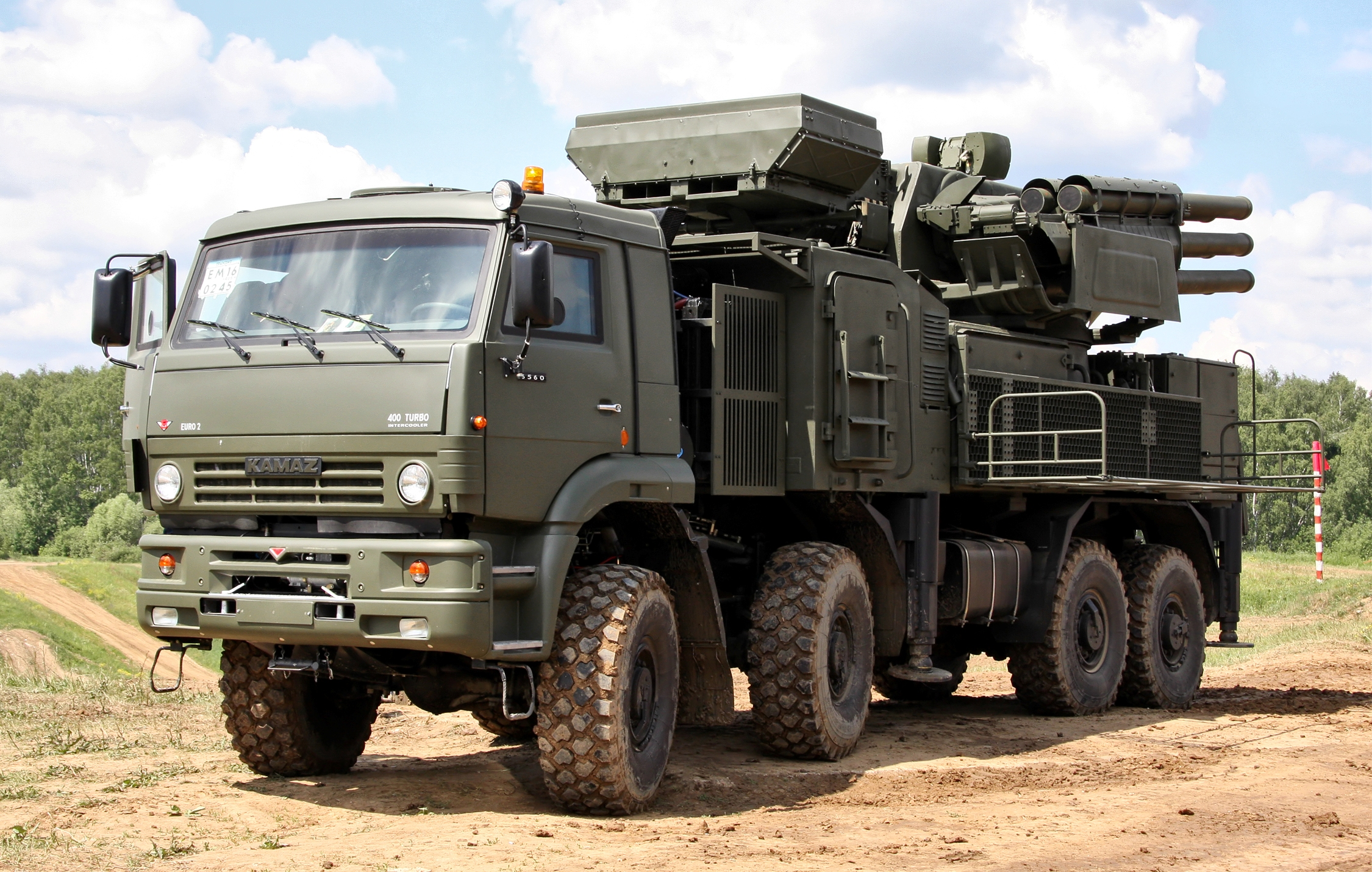
بانتسير-اس1

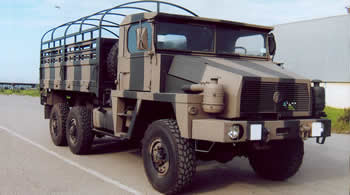
شاحنات عسكرية صنع جزائري لنقل القوات

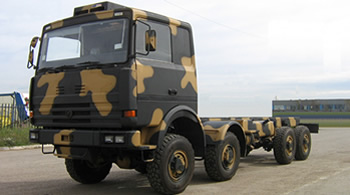
شاحنات عسكرية صنع جزائري لنقل القوات

شاحنات نقل الجنود وفي هذا المجال الجزائر لها أكتفاء كامل وتصنع عدة أنواع من شاحنات النقا العسكري ذات نوعية عالية جدا منها شركة الشركة الوطنية للعربات الصناعية.
كما تملك الجزائر عتاد متطور وكامل ومتكامل للقوات البرية لكي تعمل بأحترافية أكثر.
كالجسور المتحركة واليات نزع المعوقات من الطرق بالإضافة إلى وجود المدرسة العليا للهندسة العسكرية حيث تستعمل أحدث التقنيات
بالإضافة إلى فرقة التدخل السريع ضد الكوارث النووية والبيولوجيو والكميائية حيث تعمل بتقنيات عالية جدا.
وقد عقدت مؤخرا صفقة لشراء 80 نضام من نوع بانتسير-اس1، وبهذا تكون أجواء الجزائر في حماية تامة من أي اعتداء
بالضافة إلى أنضمة رادار متطورة من عدة بلدان من روسيا، فرنسا، أمريكا[ ؟ ] وتصنيع كلي 100/100 لرادارات جزائرية وهناك مشروع ضخم لاحاطة الجزائر بحائط مراقبة تقوم بتطويرة وزارة الدفاع لتحكم الكلي في الحدود، بالضافة إلى شبكة أتصالات متطورة ومتكاملة ومحطات تنصت.

## القوات البرية

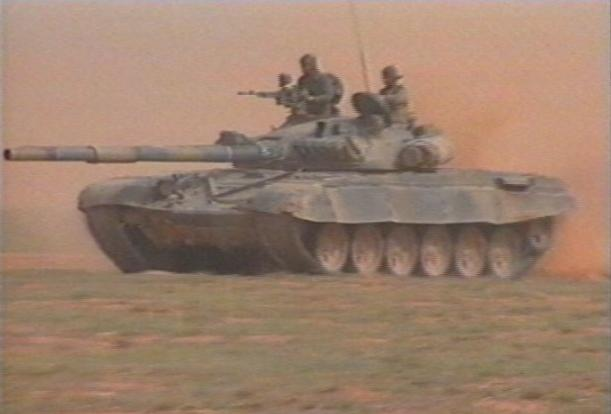
دبابة جزائرية من نوع تي-72

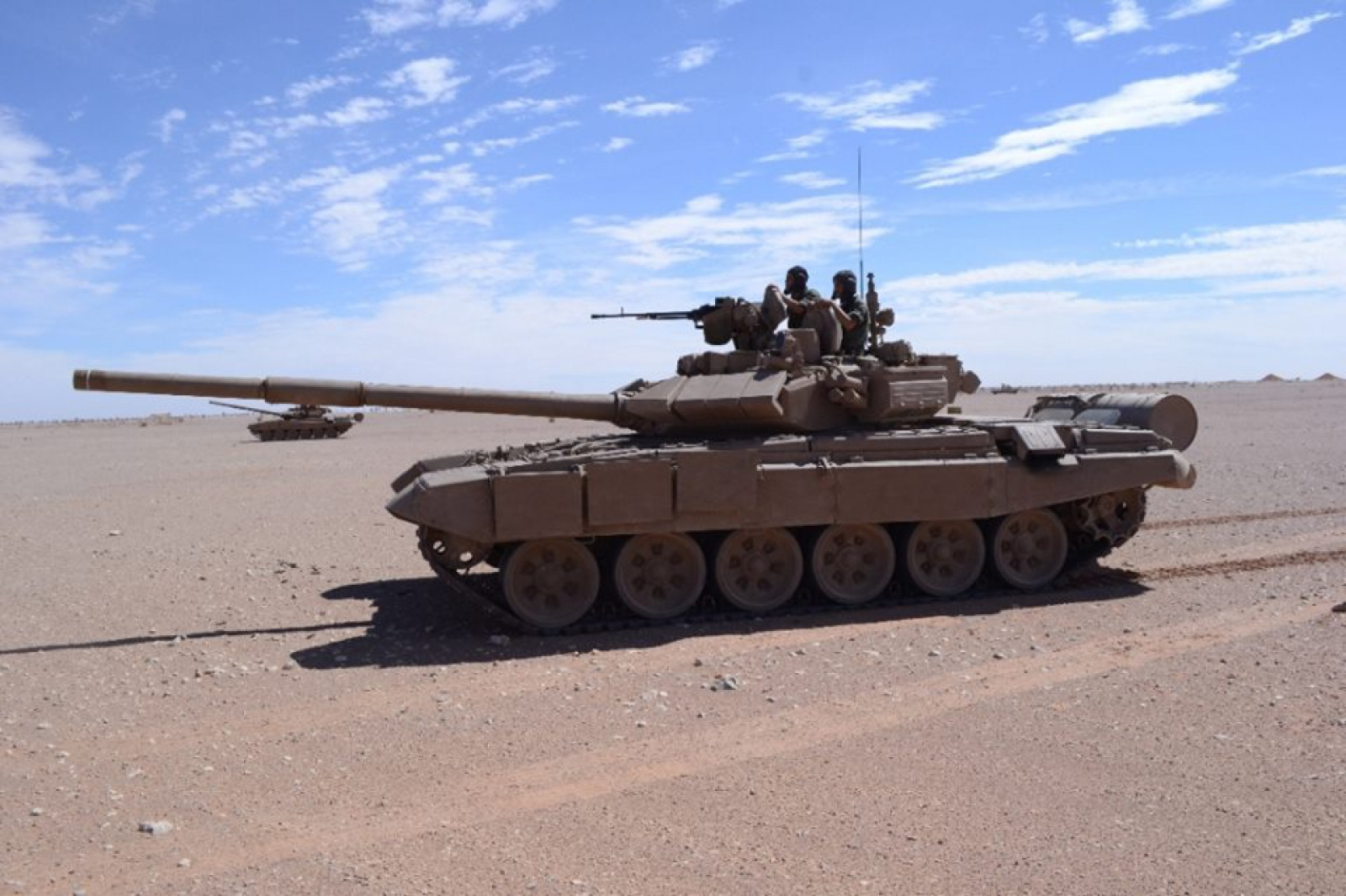
دبابات جزائرية في مناورات

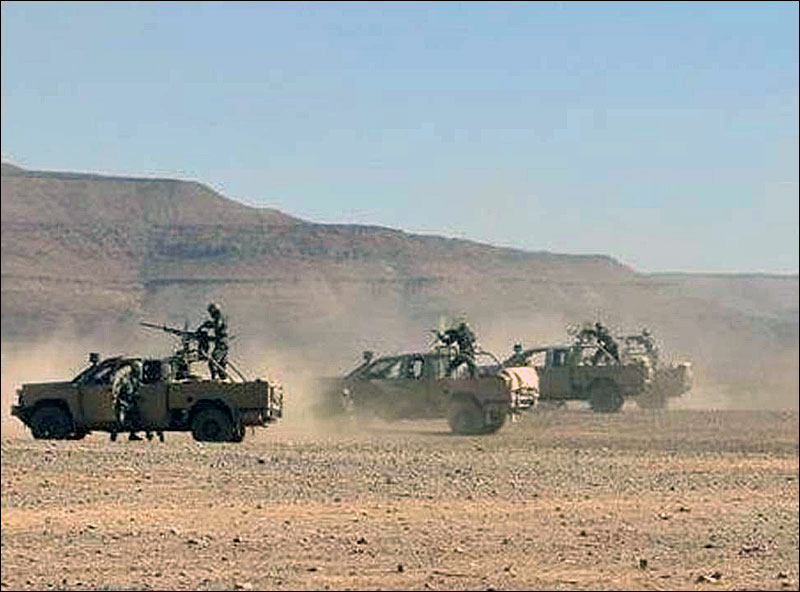
القوات البرية في صحراء الجزائر

- تطلق على القوات البرية الجزائرية لقب الجيش الوطني الشعبي وهو اللقب الذي أخده بعد أن تم تغير اسم جيش التحرير الوطني[ ؟ ] بعد الاستقلال ليبدأ مسيرة جديدة نحو بناء الوطن الذي تخرب بسبب الاحتلال الفرنسي وتتكون القوات البرية من حوالي 620.000 جندي ومن حوالي 5250 دبابة من أنواع تي-62 وتي-64 وتي-72 وتي-80 وتي-90.
- كان الجيش في البداية غير مؤهل للحروب الكلاسيكية بسبب طبيعة تكوينه الذي أعتمد أساسا على مجاهدي ثورة التحرير ذوي الخبرة في حروب العصابات أكثر من المعارك الكلاسيكية كما كان كل ما يملكه أسلحة سوفياتية أشتراها في وقت الاستعمار سنة (1961م - 1962م) قبل الاستقلال حيث كانت تضم ترسانته العسكرية 200 دبابات تي-34 T-34/85 و300 مدفع M-1931/37 122mm أشتراها سنة 1961م وخزنت بعضها في المغرب وأستلمها بعد الاستقلال وقام المغرب بإهداء الجزائر 6 دبابات AMX-13/Model-51 أستلمت منها 4 فقط و104 من نفس النوع تركتها فرنسا وكاسحتي الغام YMS من مصر.
- لم يظل الوضع كثيرا حتى أختبر الجيش الجزائري وليد الامس في ما سمي حرب الرمال من قبل جاره المغرب سنة 1963م الذي تقدم بجيش كبير متفوق عدديا ونوعيا وكفاءة عن الجزائرين في محاولة لغزو المناطق التي تقع في الجنوب الغربي للجزائر لكنه لم يستطع أختراق الجزائر وفقد بلدية حاسي بيضة وتمكن الجيش الجزائري من التوغل 50 كلم في العمق المغربي بعد تدخل الرئيس الراحل هواري بومدين بقوة وكذا الاتحاد الأفريقي وتم وقف إطلاق النار نهاية سنة 1963م.
- ارتفع تعداد الجيش الجزائري بعدها وتم تطوير العتاد ليشمل 700 دبابة تي-34 أخرى و400 دبابة تي-54 وعربات مصفحة من نوع بي تي أر-152 وكذلك 50 مدفع ذاتي الحركة من مدافع أس يو-100 و120 هاون من هونات M-43 وبعض راجمات من نوع BM-14-16 و100 مدفع أم-46.
- سنة 1965 مع قدوم الراحل هواري بومدين بدأ بتطوير الجيش الجزائري وهذا بإبرام صفقات مع الاتحاد السوفياتي حيث كانت العلاقة بين الجزائر والاتحاد السوفياتي جيدة كون الجزائر كانت دولة اشتراكية، وتم الاعتماد على العقيدة السوفياتية في هيكلة الجيش وتدريبه وهذا بأن أرسلت الجزائر سنوات الستينات والسبعينات آلاف الضباط للدراسة هناك قبل أن تبني أكادميات عسكرية في الجزائر وصار الجيش في فترة (1965م - 1969م أكثر تطورا وأكثر خبرة وبعتاد جيد حيث دخلت دبابت تي-55 الخدمة بعدد 400 وكذلك راجمات BM-24 وعربات نقل الجنود بي تي أر-60 و180 مدفع M-1938.
- تم إصدار قانون التجنيد الإجباري العام يوم 18 افريل 1969م وتم توجيه افراد الجيش بعدها للاعمال المدنية التي أهمها شق طريق طريق الوحدة الأفريقية سنة 1971م وبناء السد الأخضر سنة 1974م والذي امتد على طول 1560 كليومتر إضافة إلى بناء العديد من الجسور والسدود والمنشآت القاعدية المختلفة دون أغفال تطوير الجيش.
- في بداية السبعينات بدأت الجزائر في النظر إلى المستقبل بحيث بدأت مشاورات مع الاتحاد السوفياتي من أجل تطوير الجيش بأسلحة جديدة وهذا ما حصل بحيث حصل الجيش في أوائل السبعينات على حوالي 56 بطارية فروج-7 وصواريخ ماليوتكا المضادة للدروع، لكن التوتر عاد على الحدود الغربية إذ اندلعت حرب ثانية بين الجزائر والمغرب وكانت نتائجها كارثية على الطرفين خاصة المغرب لكن الملفت للنظر هو أداء فرقة الكوماندوس الجزائرية التي قدمت أداء عالي من الحرفية في كل المهمات التي أوكلت لها.
- بعد الحرب الثانية قامت الجزائر بعدة إضافات للجيش وهذا بمضاعفة عدد القوات وإدخال أسلحة جديدة لسد الثغرات حيت أقتنت بداية 98 راجمة بي إم-21 غراد و430 بي تي أر-50 و1200 بي تي أر-60 لنقل الجنود، كما أقتنت 760 دبابة تي-62 و800 عربة بي إم بي-1 ومدافع دي-74 كما دخلت الدبابة تي-72 الخدمة سنة 1979 بعدد 400 أوليا وطورت عربات بي أر دي إم-2 بصواريخ 9م113 كونكورس وتم اقتناء عربات بانهارد ام 3 الفرنسية وإضافة قطع D-30 إلى سلاح المدفعية.
- سنة 1984م عاد التوتر للمنطقة من جديد بسبب مشكلة على الحدود "حدود مدينة بشار[ ؟ ]" والتي تسمى حرب الرمال وكادت المشكلة تسبب كوارث خصوصا ان الجيش المغربي والمدن المغربية كان في مرمى بطريات السكود الجزائرية التي أقتنت الجزائر المئات منها وكانت تستطيع ضرب كل المدن المغربية وتدميرها كليا وقد خلف الهجوم الجزائري مقتل حوالي 645 جندي مغربي وأسر 32 ضابط وقتل 25 جندي جزائري قبل أن تتوقف العملية باعتذار رسمي مغربي.
- في أواخر التمانينات بدأت تسؤ الأحوال الاقتصادية للجزائر لكن لم يمنع الجزائر من أقتناء أسلحة كصواريخ مضادة للدبابات AT-4 Spigot بعدد 4250 وعربات بي إم بي-2 و500 دبابة T-72M1، وكانت فترة التسعينات سنوات صعبة على الجزائر والقوات البرية التي حربة الارهابية الذي يعتمد في حرب العصابات الغير معتاد عليها جيش خاصة بعد فرض العالم حصر غير معلن عن الجزائر، ولكن رغم ذلك قام الجيش بقضاء على الجمعات الارهابية ودخول الجزائر سوق العالم للأسلحة من بابه الواسع لتجديد عتاده العسكري.
- في سنة 2006م عقدت الجزائر صفقة مهمة مع روسيا ومن بين ما شملته إمداد الجزائر ب 500 دبابة تي-90 و300 مجنزرة بي إم بي-3 وتحديث 1200 دبابة تي-72 إضافة إلى 8 أنظمة دفاع جوي أس - 300 و38 بطارية بانتسير.

## تعداد معدات القوات البرية
| العتاد                      | صورة   | بلد الاصل/الشراء | في الخدمة                                                                      | ملاحظات |
| دبابات                      | دبابات | دبابات           | دبابات                                                                         | دبابات |
| --------------------------- | ------ | ---------------- | ------------------------------------------------------------------------------ | --- |
| تي-90                       |        | روسيا            | 505                                                                            | دفعة جديدة بعدد 350 في نهاية 2017 من مصنع الجزائر للدبابات بشراكة مع روسيا وهي من نوع T-90 MS دبابة قتال رئيسية                                                                                       |
| تي-72                       |        | روسيا            | 500                                                                            | دبابة قتال رئيسية تم تطوبرها كليا |
| تي-62                       |        | روسيا            | 300                                                                            | دبابة صف ثاني تم تطويرها بالكامل وتم استبدال البرج والمحرك والدروع |
| تي-55                       |        | روسيا            | 600                                                                            | دبابة صف ثاني تم تطويرها بالكامل وتم استبدال البرج والمحرك والدروع |
| تيرمينيتر                   |        | روسيا            | ؟؟؟                                                                            | بي أم بي تي تيرمينيتر قد تم اختياره في نسخته الجديدة. |
| مدرعات                      |        |                  |                                                                                | |
| بي إم بي-3                  |        | روسيا            | 100                                                                            | |
| بي إم بي-2                  |        | روسيا            | 760                                                                            | |
| بي إم بي-1                  |        | روسيا            | 685                                                                            | طورت كليا بتبديل برجها وإضافة 4 صواريخ كورنيت مضادة للدروع وتم استبدال المحرك أيضا وإضافة دروع جديدة...                                                                                               |
| BMD-4                       |        | روسيا            | 100                                                                            | |
| بي تي أر-60                 |        | روسيا            | 250                                                                            | تم تطويرها |
| بي تي أر-80                 |        | روسيا            | 150                                                                            | تم تطويرها |
| بي أر دي إم-2               |        | روسيا            | 250                                                                            | |
| بنهارد إيه إم إل            |        | رومانيا          | 250                                                                            | |
| هامفي                       |        | الولايات المتحدة | 200+                                                                           | |
| نمر                         |        | الجزائر          | 3000                                                                           | تصنع محليا بشراكة مع الإمارات العربية |
| بنهارد إيه إم إل 90         |        | فرنسا            | 54                                                                             | |
| فودنيك (مركبة عسكرية روسية) |        | روسيا            | 1000                                                                           | |
| EE-9 Cascavel               |        | البرازيل         | 600                                                                            | |
| دبليو زد 551                |        | الصين            | 240                                                                            | |
| مدرعة BCL-M5                |        | الجزائر          | 4500                                                                           | |
| Otokar Akrep                |        | تركيا            | 1200                                                                           | |
| فهد                         |        | مصر              | 200                                                                            | |
| بي تي أر-40                 |        | روسيا            | 900                                                                            | خرجت من الخدمة وتستعمل للطوارئ |
| مدرعة فوكس                  |        | ألمانيا الجزائر  | 1200                                                                           | تصنع محليا برخصة من ألمانيا |
| مدفعية وراجمات صواريخ       |        |                  |                                                                                | |
| بي إل زد-45                 |        | الصين            | 50 طلبت في 2013 وسلمت في 2014.                                                 | |
| 2 أس 3 أكتسيا               |        | الاتحاد السوفيتي | 320                                                                            | |
| فوزديكا 2أس1                |        | روسيا            | 300                                                                            | |
| بي إم-30 سميرتش             |        | روسيا            | 38                                                                             | تم إضافة الكثير منها وتستعمل كراجمة دفاعية |
| بي ام-24                    |        | روسيا            | 55                                                                             | |
| بي إم-21 غراد               |        | روسيا            | 400                                                                            | |
| D-30                        |        | روسيا            | 50                                                                             | يصنع محليا برخصة من روسيا |
| دي-74                       |        | روسيا            | 148                                                                            | |
| أم-46                       |        | روسيا            | 30                                                                             | يصنع محليا برخصة |
| M1931                       |        | روسيا            | 13                                                                             | |
| M1938                       |        | روسيا            | 91                                                                             | |
| زي أس يو-23-4 شيلكا         |        | روسيا            | 600                                                                            | تم تطوير عربات شيلكا من خلال الرفع من قدرات المحرك لتزويد العربة بسرعة فائقة في جميع أنواع الأرضيات وكذا تزويدها بنظام تثبيت جديد ونظام مدفعي جديد كذلك ومن نفس العيار وتكيفها للرمي الصاروخي أرض جو. |
| أنظمة دفاع جوي              |        |                  |                                                                                | |
| أس - 300                    |        | روسيا            | 8                                                                              | |
| بانتسير أس 1                |        | روسيا            | 108                                                                            | تملك الجزائر أحسن نسخة منه حيث يبلغ مداه 80 كلم بدل 20 كلم |
| SAM-6/8/7/9/13/14/16/18     |        | روسيا            | أعداد كبيرة                                                                    | تم تطوير كل البطاريات |
| سام 3                       |        | الاتحاد السوفيتي | أعداد كبيرة                                                                    | تم تطويرها بزيادة مداها وسرعة الصاروخ |
| صاروخ S-200                 |        | روسيا            | غير معروف                                                                      | تم تطويرها مؤخرا حيث وصل مداها بعد التطوير إلى 250 كلم |
| أس - 400 ترايمف             |        | روسيا            | غير معروف                                                                      | |
| نظام صواريخ بوك             |        | روسيا            | 48                                                                             | صواريخ بوك 1 وبوك 2 |
| تور (نظام صاروخي)           |        | روسيا            | 24 بطاريات 70 بطاريات تور-M2 سلمت من روسيا في عام 2014 و12 التالية في عام 2015 | |
| إيغلا                       |        | روسيا            | غير معروف                                                                      | يصنع محليا |
| إستريلا 2                   |        | روسيا            | غير معروف                                                                      | يصنع محليا برخصة من روسيا ويسمى الصاعق |
| RBS 70                      |        | السويد           | 120                                                                            | |
| أنظمة مضادة للدروع          |        |                  |                                                                                | |
| آر بي جي 7                  |        | روسيا            | أعداد كبيرة                                                                    | يصنع محليا |
| صاروخ SPG-9                 |        | روسيا            | أعداد كبيرة                                                                    | يصنع محليا |
| آر بي جي - 29               |        | روسيا            | أعداد كبيرة                                                                    | يصنع محليا |
| AT-1 Snapper                |        | روسيا            | 2250                                                                           | |
| AT-2 Swatter                |        | روسيا            | غير معروف                                                                      | |
| 9م113 كونكورس               |        | روسيا            | غير معروف                                                                      | |
| 9إم133 كورنت                |        | روسيا 20         | النسخة E تحصلت على النسخة M مؤخرا                                              | |

بالضافة إلى وضع طلبيات بقيمة مليار دولار لاقتناء 6 دبابة من نوع ارماتا تي-14 و8 بطاريات من نوع اس-500

## أسلحة المشاة
تستخدم الجزائر العديد من البنادق والمسدسات وتقريبا الجزائر تصنع 90 بالمئة من أسلحة مشاتها بنفسها :
| نموذج         | النوع              | الصورة | البلد المصنع             | الملاحظات |
| ------------- | ------------------ | ------ | ------------------------ | --- |
| مسدس كاراكال  | مسدس نصف آلي       |        | الإمارات العربية المتحدة | في أكتوبر 2011 شرعت المؤسسة الجزائرية العمومية للصناعات الميكانيكية وفرع "كركال" التابع للمجمع الإماراتي "توازن" في صناعة الآلاف من الأسلحة الجد متطورة من نوع "كاركال" لمتطلبات الجيش الوطني الشعبي، للمديرية العامة للأمن الوطني، المديرية العامة للجمارك والمؤسسات الأخرى. |
| SIG سوير P226 | مسدس نصف آلي       |        | سويسرا                   | |
| جلوك          | مسدس نصف آلي       |        | النمسا                   | يصنع محليا |
| بيريتا 92     | مسدس نصف آلي       |        | إيطاليا                  | |
| إيه كيه إم    | بندقية اقتحام      |        | الاتحاد السوفيتي         | يصنع محليا برخصة من روسيا |
| أيه كيه-12    | بندقية اقتحام      |        | الاتحاد السوفيتي         | يصنع محليا برخصة |
| CAR-816       | بندقية اقتحام      |        | الإمارات العربية المتحدة | يصنع محليا برخصة |
| دراغونوف      | بندقية قنص         |        | الاتحاد السوفيتي         | تصنع محليا |
| DPMS Panther  | بندقية قنص         |        | الولايات المتحدة         | |
| رشاش بي كي    | رشاش متعدد الأغراض |        | الاتحاد السوفيتي         | يصنع محليا |
| دوشكا(MGD)    | رشاش ثقيل          |        | الاتحاد السوفيتي         | يصنع محليا |
| AGS-30        | قاذف قنابل         |        | روسيا                    | يصنع محليا |
| آر بي كي      | رشاش خفيف          |        | الاتحاد السوفيتي         | يصنع محليا |

## معرض الصور

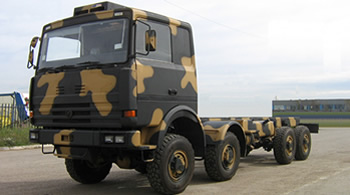
شاحنات عسكرية صنع جزائري لنقل القوات
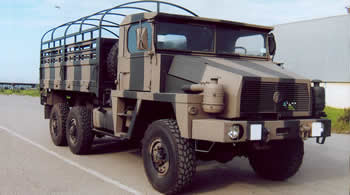
شاحنات عسكرية صنع جزائري لنقل القوات
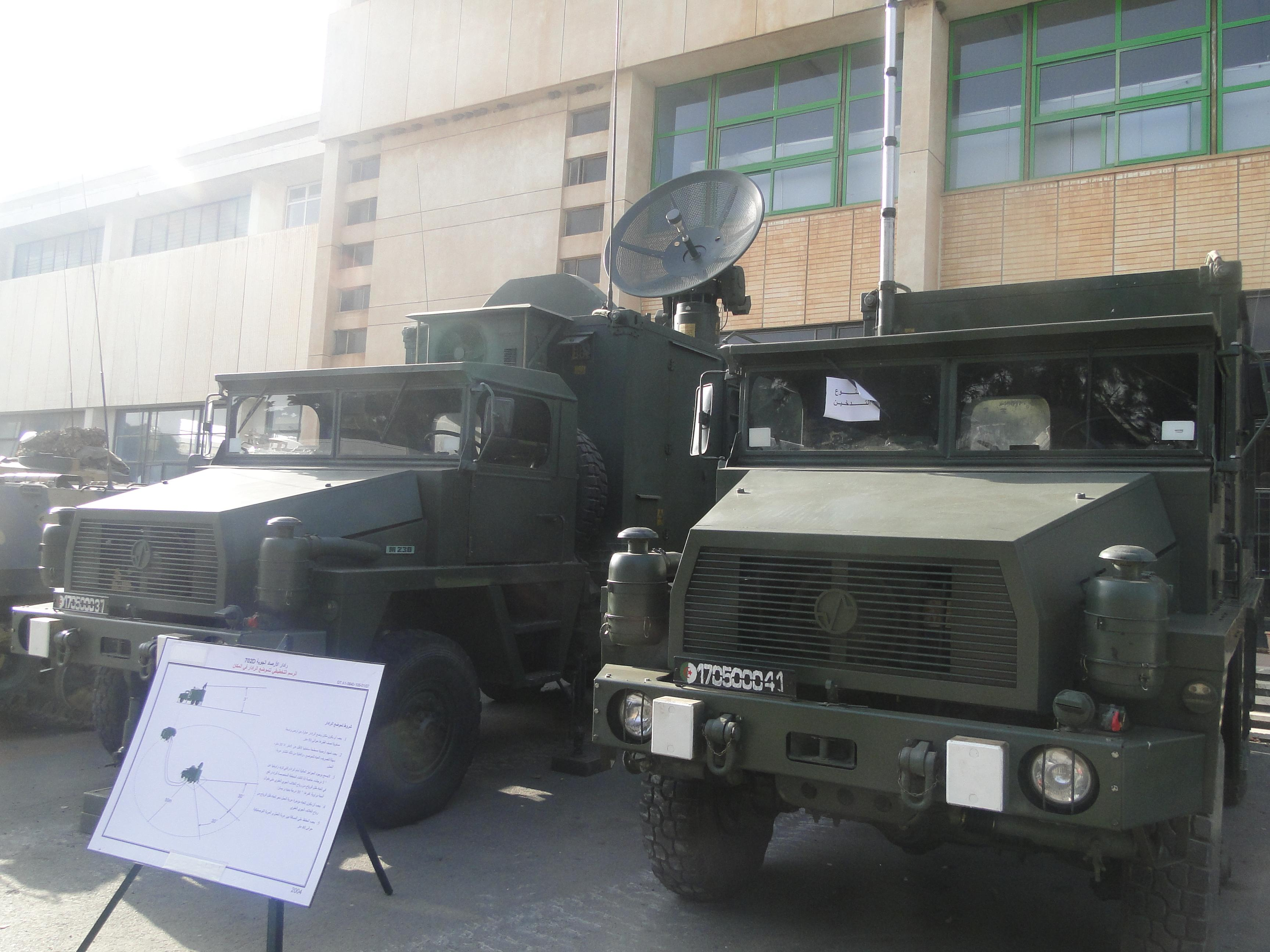
شاحنات عسكرية صنع جزائري
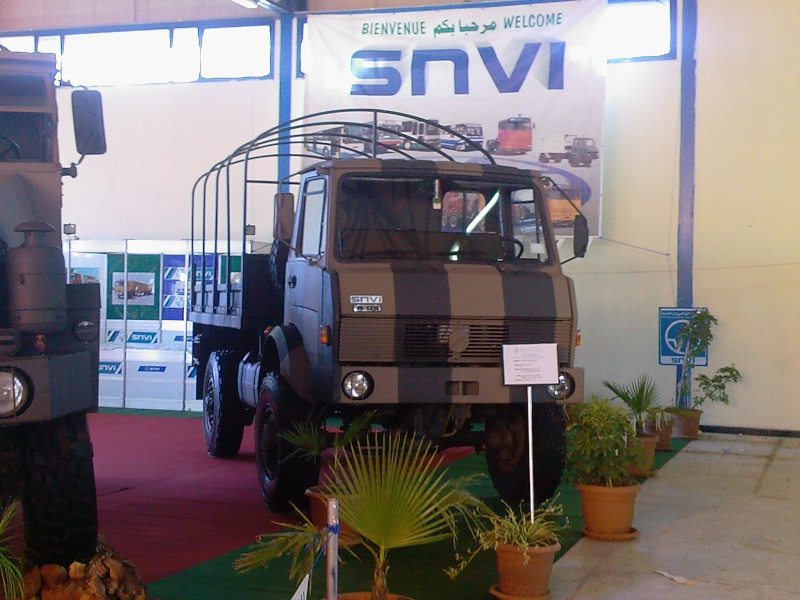
شاحنات عسكرية صنع جزائري
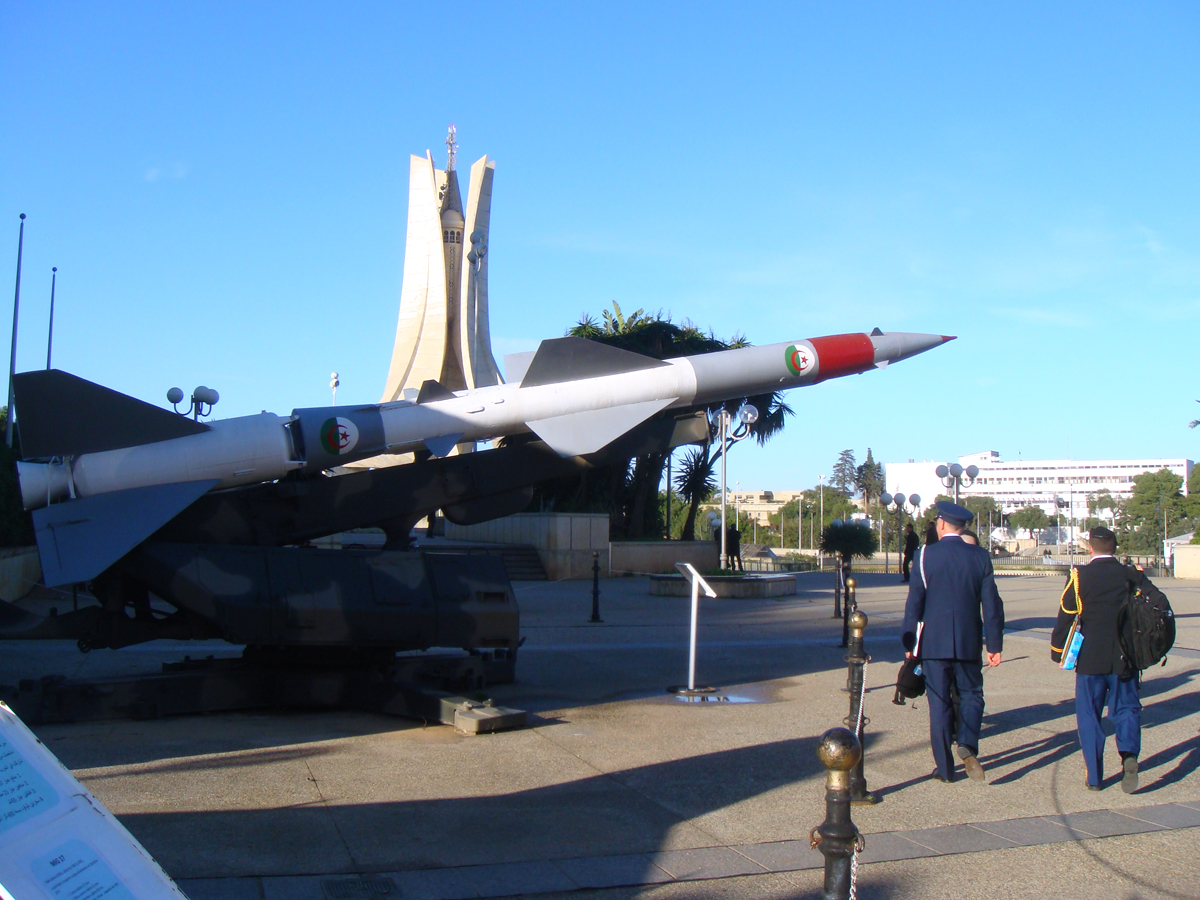
صواريخ حربية

## وصلات داخلية
- الأمن العسكري (الجزائر)
- دائرة الاستعلام والأمن
- القوات الخاصة الجزائرية
- الحرس الجمهوري الجزائري
- القوات الجوية الجزائرية
- الأميرالية (الجزائر)
- قوات الضفادع البشرية الجزائرية
- القوات البحرية الجزائرية
- قلعة بني عباس (سفينة)
- الدرك الوطني الجزائري
- مجموعة التدخل الخاصة
- معركة الجزائر (توضيح)[ ؟ ]
- معركة نافارين
- تاريخ البحرية الجزائرية
- الأسطول البحري الجزائري
- سوناكوم ام 210 وام 230
- وزارة التسليح والاتصالات العامة
- الفجر 10 أول نموذج لطائرة بدون طيار جزائرية 100%
- شرطة الجزائر

## وصلات خارجية
- وزارة الدفاع الوطني الجزائري
- تاريخ الجيش الجزائري من 1954 إلى يومنا هذا
- حسب تقرير لمؤسسة (غلوبال فاير بوور) الجيش الجزائري ضمن أقوى 17 جيشا في العالم 2017
- إغراءات روسيا فوق مكتب الفريق قايد - روسيا ترغب في بيع طائرات وصواريخ حديثة للجزائر
- الجزائر أول مستورد للأسلحة العسكرية في إفريقيا
- القوات البرية الجزائرية